# Толычь

Толычь — река в России, протекает в Соликамском районе Пермского края. Устье реки находится в 3,6 км по левому берегу реки Вишера. Длина реки составляет 29 км.
Толычь вытекает из обширных болот на левом берегу Вишеры в 50 км к северо-западу от Соликамска. Течёт по ненаселённой сильно заболоченной местности на юг, после впадения слева притока Талицы поворачивает на юго-запад. Впадает в Вишеру в 3,6 км выше впадения самой Вишеры в Каму (фактически Вишера в нижнем течении представляет собой Вишерский залив Камского водохранилища). Ширина Толычи 5-15 метров, перед устьем за счёт подпора водохранилища расширяется до 40 метров.

## Данные водного реестра
По данным государственного водного реестра России относится к Камскому бассейновому округу, водохозяйственный участок реки — Кама от водомерного поста у села Бондюг до города Березники, речной подбассейн реки — бассейны притоков Камы до впадения Белой. Речной бассейн реки — Кама.
По данным геоинформационной системы водохозяйственного районирования территории РФ, подготовленной Федеральным агентством водных ресурсов:
- Код водного объекта в государственном водном реестре — 10010100212111100006741
- Код по гидрологической изученности (ГИ) — 111100674
- Код бассейна — 10.01.01.002
- Номер тома по ГИ — 11
- Выпуск по ГИ — 1